# Aorich
Aorich (auch Aoric; lateinisch Aoricus) war ein Richterkönig der gotischen Terwingen im 4. Jahrhundert in der Gutþiuda. Aorich war der Sohn Ariarichs und der Vater von Athanarich.
Im dritten und vierten Jahrhundert n. Chr. gab es durch gotische und andere Gruppen des Barbaricums immer wieder Unruhen an der Grenze zur römischen Provinz Pannonien. Im Frühjahr 332 n. Chr., am 20. April, wurden jenseits der unteren Donau Ariarichs Terwingen und die mit ihnen verbündeten Taifalen vom römischen Kaiser Konstantin II. endgültig besiegt. Sie wurden gezwungen, mit den Römern Frieden zu schließen, indem sie im selben Jahr einen Vertrag (foedus) mit Konstantin dem Großen unterzeichneten. Zudem stellte Ariarich seinen Sohn Aorich als Geisel bzw. persönlichen Unterpfand des künftigen Friedens zwischen Rom und Ariarichs Terwingen. Aorich wurde in Konstantinopel aufgezogen, wo eine Statue zu seinem Gedenken aufgestellt wurde. Patrick J. Geary nimmt an, dass sich unter dem terwingischen Herrschergeschlecht des Ariarich zunehmend enge Beziehungen zum Römischen Reich entwickelten und terwingische Auxiliartruppen für Kriegszüge gegen die Perser gestellt wurden.
Auxentius von Dorostorum berichtet vom terwingischen Richterkönig Aorich, dass er in den Jahren 347 bis 348 n. Chr. eine große Verfolgung von terwingischen Christen in der Gutþiuda angeführt habe. Zur zweiten großen Christenverfolgung unter den Terwingen kam es unter Aorichs Sohn, Athanarich.
Herwig Wolfram nimmt an, dass sowohl Aorich, Ariarich als auch Athanarich Richterkönige der Terwingen und Mitglieder des Königsgeschlechtes der frühen Balthen waren.